# Polypodium cesatianum
Polypodium cesatianum là một loài dương xỉ trong họ Polypodiaceae. Loài này được Baker mô tả khoa học đầu tiên năm 1879.
Danh pháp khoa học của loài này chưa được làm sáng tỏ. 